# Yves-Marie Denis
Yves-Marie Denis (né le 13 mai 1978 à Saint-Lô) est un joueur de kayak-polo international français, évoluant en Nationale 1 du championnat de France dans l'équipe de Condé-sur-Vire.

## Sélections
Sélections en équipe de France senior
- Championnats du monde 2006 : Médaille d'or [2]
- Championnats d'Europe 2007 : Médaille de bronze[3]
- Championnats du monde 2008 : Médaille d'argent [4]
- Jeux mondiaux de 2009 : Médaille d'or